# I. e. 230-as évek
Évszázadok: i. e. 4. század – i. e. 3. század – i. e. 2. század
Évtizedek: i. e. 280-as évek – i. e. 270-es évek – i. e. 260-as évek – i. e. 250-es évek – i. e. 240-es évek – i. e. 230-as évek – i. e. 220-as évek – i. e. 210-es évek – i. e. 200-as évek – i. e. 190-es évek – i. e. 180-as évek
Évek: i. e. 239 – i. e. 238 – i. e. 237 – i. e. 236 – i. e. 235 – i. e. 234 – i. e. 233 – i. e. 232 – i. e. 231 – i. e. 230

## Események
- I. e. 230 tavaszán lezajlik a Teuta királyné vezette illírek győzelmével végződő illír–epiróta háború.